# 周子濠
周曉光（William Chow）藝名周子濠，前亞洲電視藝員，在2004年透過參加亞洲電視為電視劇《我和殭屍有個約會III之永恆國度》選角而舉辦的《殭屍新世代選拔賽》成為優勝者之一（另一優勝者是已離開亞洲電視的郭家頤）後加入亞洲電視成為亞洲電視合約藝員，現已離開亞洲電視。

## 演出作品

### 電視劇（亞洲電視）
- 2004年：《我和殭屍有個約會III之永恆國度》飾 Sky
- 2005年：《危險人物–八仙飯店》飾 阿豪
- 2005年-2006年：《喜有此理》飾 騰子濠
- 2006年-2007年：《大城小故事》飾 田向榮
- 2007年:《靈舍不同》飾 濠仔
- 2007年-2008年：《十六不搭喜趣來》飾 Zion
- 2008年:《火蝴蝶》飾 霍心毅
- 2010年:《法網群英》飾 陸少傑（Martin）

### 節目主持（亞洲電視）
- 2004年-2005年：《慧珊時尚坊》
- 2005年：《港食大解毒》系列
- 2008年：《AV事務所》
- 2009年：《男人做晒》

### 電影
- 2000年：《陽光警察》飾 綁匪(連凱手下)
- 2003年：《豪情》
- 2007年：《十分愛》
- 2008年：《I Come With the Rain》（已於日本上映，但香港仍未上映）

## 外部連結
- William周子濠 網誌（页面存档备份，存于）
- 亞洲電視藝員資訊
- 卸下戰衣踩入幕前 李靜、慧琪講倫奧 - 20120705 - 蘋果日報